# Steven Schrader
Pour les articles homonymes, voir Schrader.
 (décembre 2018).
Steven Schrader, né le 16 novembre 1935 à New York, est un écrivain américain de science-fiction.

## Biographie
Outre la publication de plusieurs ouvrages, Steven Schrader a été enseignant au sein de la Teachers & Writers Collaborative, organisation non-lucrative de formation professionnelle. Il a notamment eu des responsabilités d'organisation et de gestion dans cette organisation durant une dizaine d'années.
Il est marié avec Lucy Kostelanetz, une productrice de documentaires.
Il est notamment connu pour être l'auteur de la nouvelle de science-fiction humoristique La Loi anti-chiens de Cohen (The Cohen Dog Exclusion Act), parue en 1971.

## Œuvres

### Recueils de nouvelles
- (en) Crime of Passion, Inwood Press, 1976
- (en) Arriving at Work, Hanging Loose Press, 1979  (ISBN 0913722162)
- (en) Arriving at Work, Hanging Loose Press, 1989  (ISBN 0914610600)
- (en) What We Deserved: Stories from a New York Life, Hanging Loose Press, 2006  (ISBN 1-931236-63-1)
- (en) Threads: More Stories from a New York Life, Hanging Loose Press, 2012  (ISBN 1-934909-27-0)

### Nouvelle parue en français
- La Loi anti-chiens de Cohen, 1984 ((en) The Cohen Dog Exclusion Act, 1971)Parue dans Histoires de rebelles, Le Livre de poche, collection « La Grande Anthologie de la science-fiction » no 3813